# Monika Pučelj
Monika Pučelj (poročena Paternoster), slovenska pevka zabavne glasbe, * 14. oktober 1984, Slovenj Gradec

### Zasebno
Leta 2008 se je poročila. Leta 2015 je rodila drugega otroka. Dela kot kozmetičarka.

## Diskografija

### Albumi
| Leto | Album         |
| ---- | ------------- |
| 2002 | Mi paše       |
| 2006 | Ostani z mano |

### Pesmi
- Sreča (D.Kocjančič/D.Mislej-Mef/M.Legovič)
- Fešta (A.Klinar/A.Klinar/A.Klinar,F.Zabukovec)
- Vem, da tiho spiš - duet z Alfi Nipičem
- Fant iz Slovenije (A.Klinar/A.Rupel/A.Klinar,F.Zabukovec)
- Samo še en dan (A.Klinar/A.Rupel/A.Klinar,F.Zabukovec)
- Potiskaš me ob tla (M.Pučelj/M.Pučelj/B.Grabnar)
- Dan kot iz sanj (2009)
- Da bil bi ti (Pučelj/Pučelj/Grabnar) (2010)
- Nisi se bal (Boštjan Grabnar/Monika Paternoster/Grabnar) (2014)
- Sopotnika (Matjaž Vlašič/Monika Paternoster/Vlašič) (2014)

## Festivali

### EMA
- 2002: Mi paše (Danilo Kocjančič - Drago Mislej - Marino Legovič) - 4. mesto (13 točk)
- 2004: Nič ne ustavi me (Aleš Klinar - Anja Rupel - Franci Zabukovec, Aleš Klinar) - 4. mesto (11 točk)
- 2006: Ostani z mano (Aleš Klinar - Anja Rupel - Aleš Klinar, Franci Zabukovec) - 5. mesto (16 točk)

### Slovenska popevka
- 2005: Oprosti mi - 3. mesto (1998 telefonskih glasov)

### Melodije morja in sonca
- 2002: Mene je strah
- 2003: Ti ob meni si - 1. mesto
- 2005: Ko poletje zadiši - 7. mesto
- 2006: Fešta - nagrada strokovne žirije za najboljši scenski nastop, 3. mesto
- 2007: Samo še en dan - 3. mesto
- 2015: V dobrem in slabem - 11. mesto (8 točk)